# Chaco-oorlog

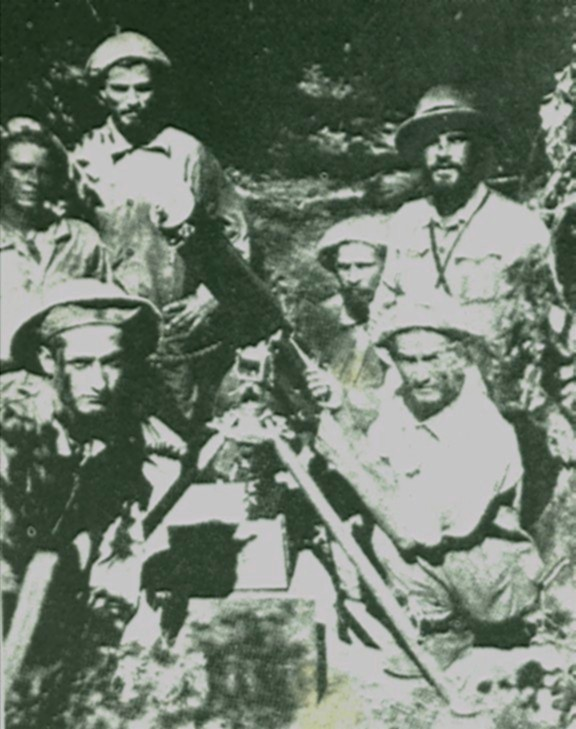
Paraguayaanse soldaten met een machinegeweer

De Chaco-oorlog vond plaats tussen Bolivia en Paraguay van 9 september 1932 tot 12 juni 1935. De aanleiding was het vermoeden dat de Chaco Boreal aardolie zou bevatten, omdat in de aangrenzende Andes recentelijk olie was gevonden. De Chaco Boreal is een onderdeel van de vlakte Gran Chaco, die zich uitstrekt over Bolivia, Paraguay, Brazilië en Argentinië. Daarnaast betekende controle van de Chaco Boreal ook toegang tot de Río Paraguay, en, omdat beide landen binnenstaten waren, daarmee toegang tot de Atlantische Oceaan. Dat gold vooral voor Bolivia, dat bij de Salpeteroorlog (1879-1884) tegen Chili zijn kust aan de Stille Oceaan had verloren. Paraguay had ook territoriaal verlies geleden, in de Oorlog van de Drievoudige Alliantie (1864-1870) tegen Argentinië, Brazilië en Uruguay.

## Aanloop
In de jaren 20 probeerden beide landen om de Chaco Boreal via internationale arbitrage in handen te krijgen. Bolivia beweerde dat de regio deel had uitgemaakt van de vroegere Spaanse provincie waarvan Bolivia de opvolger was. In de tussentijd had Paraguay het gebied in gebruik genomen voor de productie van yerba mate, waardoor het land de grootste yerbaproducent ter wereld geworden was. Daarnaast had het Brits-Nederlandse olieconcern Shell een belang bij eventueel nieuwe oliegebieden in Zuid-Amerika en het probeerde het Amerikaanse Standard Oil (dat gelieerd was aan de Bolivianen) daar weg te houden. De bevolking van de Chaco Boreal bestond uit Guaraní-indianen, nauw verwant aan de Guaraní in Paraguay.
In het eind van de jaren 20 vonden herhaaldelijk schermutselingen plaats langs de Boliviaans-Paraguayaanse grens. In 1932 brak de oorlog uit toen het Boliviaanse leger op bevel van president Daniel Salamanca het Paraguayaanse garnizoen in Vanguardia aanviel.

## Oorlog
De oorlog was een ramp voor beide partijen. De Europese elite van Bolivia dwong de indiaanse bevolking om dienst te nemen in het leger, hoewel zij zich weinig verbonden voelden met de natie. Paraguay slaagde er wel in om het nationalistische vuur aan te wakkeren onder de eigen gemengde bevolking, maar het leger was slecht voorbereid op de ontberingen van het terrein, het klimaat en vooral het gebrek aan water. Van de 100.000 slachtoffers van de oorlog stierven meer mensen aan ziekten als malaria en andere infecties dan door gevechtshandelingen. De oorlog betekende een zware klap voor de economie van beide landen.
Op 27 november 1934 pleegden enkele Boliviaanse generaals een staatsgreep, omdat zij ontevreden waren met de vorderingen in de oorlog. Ze namen president Salamanca tijdens diens bezoek aan het hoofdkwartier in Villamontes gevangen en vervingen hem door de vicepresident, José Luis Tejada Sorzano.
Op 12 juni 1935 kwamen beide landen een wapenstilstand overeen. Paraguay had toen al het grootste deel van het gebied in handen. In een verdrag, getekend in Argentinië in 1938, werd dit bevestigd: Paraguay verkreeg driekwart van de Chaco Boreal.
Enkele jaren later werd ontdekt dat er geen olie in de Chaco Boreal is.
De teleurstelling bij de Boliviaanse middenklasse over het verlies van de Chaco-oorlog leidde tot een massabeweging, bekend als de Generación del Chaco en de revolutie van 1952.

## Trivia
De Chaco-oorlog vormde de inspiratiebron voor Hergé die in het Kuifje-album Het gebroken oor de fictieve landen San Theodoros en Nuevo Rico oorlog laat voeren om het olierijke Gran Chapo.